# Rafanda (Užhorod)
Rafanda (ukrajinsky Рафанда) je označení pro obytný blok, který se nachází v užhorodské čtvrti Malé Galago na Ukrajině. Obytný blok je vymezen ulicemi Boženka, Mendelejeva, Naberežna nezaležnosti a Hojdy, v blízkosti náměstí Tomáše Masaryka. Blok domů, který je z jedné strany otevřen úzkou prolukou, navrhl československý architekt František Krupka, který je navrhl v roce 1929.
Dvou- až třípatrové obytné domy vznikly ve 30. letech 20. století v době výstavby čtvrti Malé Galago, která sloužila především pro zemské úřady Podkarpatské Rusi. Kromě jednotlivých obytných domů se v bloku na jižní straně (na břehu řeky Uh) nachází nápadnější třípatrové průčelí s vjezdem do vnitrobloku, umístěném v středu jeho přízemí. Název objektu vznik nejspíše podle tehdejšího českého označení pro hádavou ženu.
Komplex nikdy neprošel rekonstrukcí a je ve špatném stavu.